# Aeroportul Hopedale
Aeroportul Hopedale (IATA: YHO, ICAO: CYHO) este un aeroport din Hopedale⁠(d), Nunatsiavut⁠(d), Newfoundland și Labrador, Canada.
Situat la o altitudine de 14 m, aeroportul dispune de o singură pistă. Este operat de government of Newfoundland and Labrador⁠(d).